# Comté de Pennington (Minnesota)
Pour le comté du Dakota du Sud, voir Comté de Pennington (Dakota du Sud).
Le comté de Pennington est situé dans l’État du Minnesota, aux États-Unis. Il comptait 13 584 habitants en 2000. Son siège est Thief River Falls.